# Madeline Juno

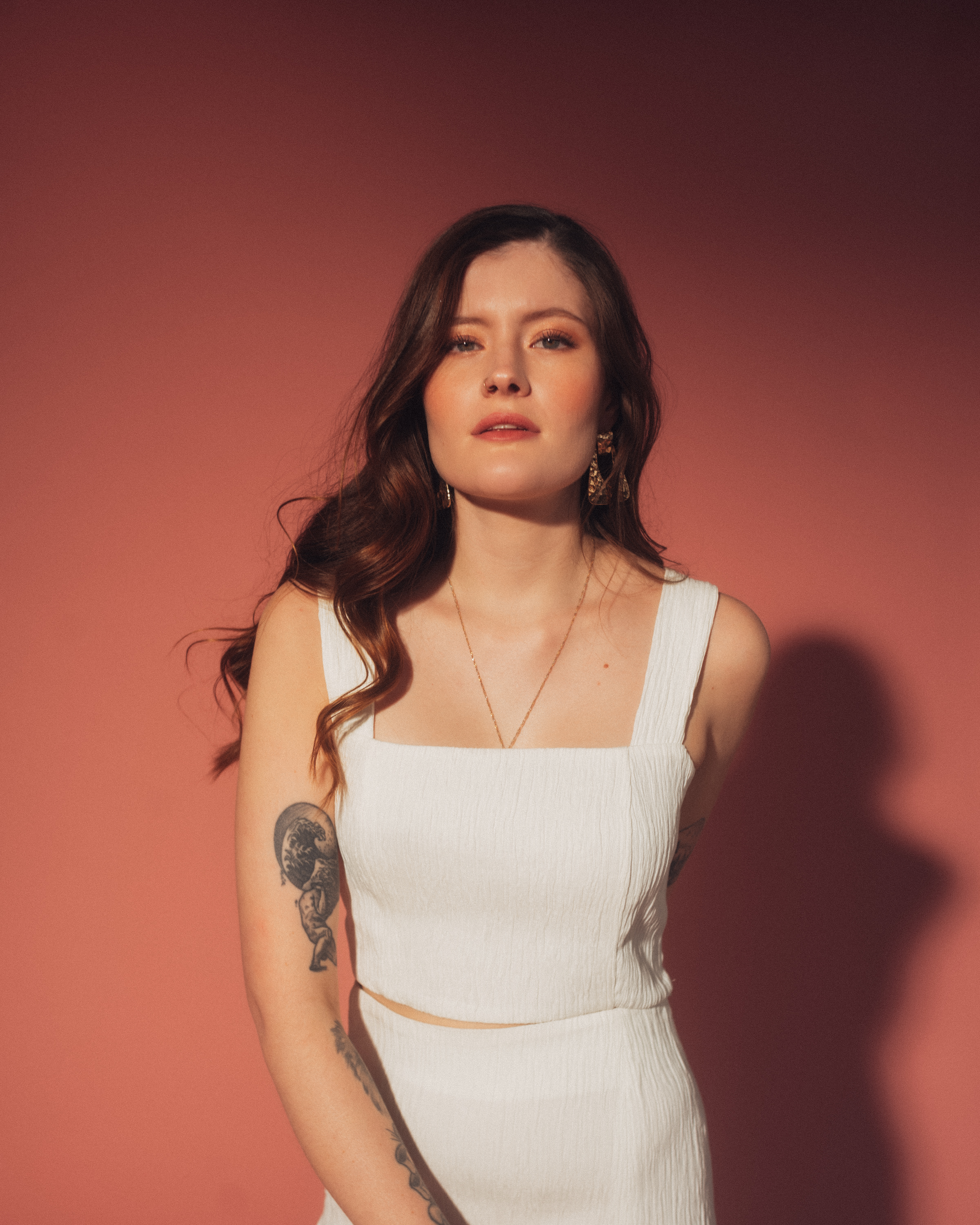
Madeline Juno (2022)

Madeline Juno (* 11. August 1995 in Offenburg als Madeline Obrigewitsch) ist eine deutsche Singer-Songwriterin.

## Leben
Madeline Juno wurde als Tochter einer Pianistin und eines Schlagzeugers geboren. Ihr Bruder spielt ebenfalls Schlagzeug. Sie wuchs in Offenburg-Griesheim am Rande des Schwarzwaldes auf, absolvierte 2012 ihre Mittlere Reife an der Theodor-Heuss-Realschule und besuchte später das Sozialwissenschaftliche Gymnasium in Lahr/Schwarzwald. Im Alter von sechs Jahren erlernte sie von ihrer Mutter das Keyboardspielen, später nahm sie Klavierstunden. Mit zwölf Jahren begann Juno, Gitarre zu spielen und eigene Lieder zu schreiben. Als Kind war sie ihrer Aussage nach eher „introvertiert“ und „super schüchtern“ und leidet etwa seit ihrem 13. beziehungsweise 14. Lebensjahr an Depressionen. Die Krankheit sei bei ihr offiziell diagnostiziert worden und sie befinde sich in Behandlung. Als besondere Verhaltensausprägung bei ihr gab sie Irrationalität an. Ihr Künstlername „Juno“ ist an den gleichnamigen Film von Jason Reitman aus dem Jahr 2007 angelehnt. Nach einem Zwischenstopp in Mannheim im Jahr 2013 wohnt und wirkt Juno in Berlin-Neukölln.

## Musikalische Karriere

### Solokarriere

#### Karrierebeginn (2008–2013)

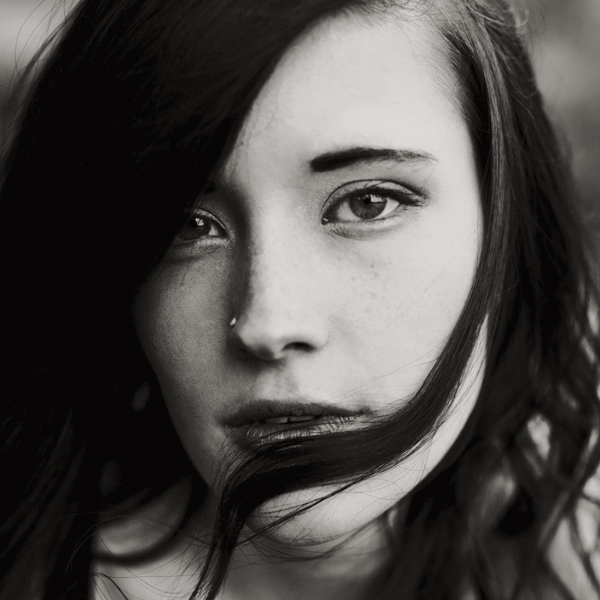
Juno (Juni 2013)

Mit Anfang 13 nahm Juno ihre ersten Lieder auf, zu denen sie selbstgedrehte Videos auf dem Videoportal YouTube veröffentlichte. Hierbei coverte sie Lieder ihrer Lieblingsmusiker. Durch ihre YouTube-Videos wurden im Jahr 2009 Produzenten in Hamburg auf sie aufmerksam, die sie ins Studio einluden. Da Juno zu diesem Zeitpunkt noch Schülerin war, nutzte sie die Schulferien für die Aufnahmen im Tonstudio. Am 6. Oktober 2012 trat sie im Vorprogramm des deutschen Schauspielers und Sängers Tom Beck auf sowie am 4. September 2013 im Vorprogramm des deutschen Liedermachers Philipp Poisel.

#### Durchbruch mitErrorund DebütalbumThe Unknown(2013–2014)
Um die Promo-Phase für ihr Debütalbum einzuläuten, lud Juno im Vorfeld einige Lieder in Akustikversionen auf YouTube hoch. Im Juni 2013 veröffentlichte sie dort ein Video zu The Unknown sowie zu Second Time Around und Same Sky im August 2013. Am 11. Oktober 2013 absolvierte Juno in der NDR Talk Show ihren ersten TV-Auftritt. Bereits fünf Monate vor der Veröffentlichung von The Unknown wurde die Single Error am 1. November 2013 ausgekoppelt. Das Stück wurde zum Soundtrack der Filmkomödie Fack ju Göhte und platzierte sich sechs Wochen in den deutschen Singlecharts (Höchstplatzierung: Position 50). Eine Woche vor der Veröffentlichung des Albums, am 28. Februar 2014, wurde die zweite Single Like Lovers Do veröffentlicht. Das Lied war Teil des Soundtracks zum US-amerikanischen Katastrophenfilm Pompeii und erreichte in zwei Chartwochen mit Position 96 seine höchste Chartnotierung in den deutschen Singlecharts.

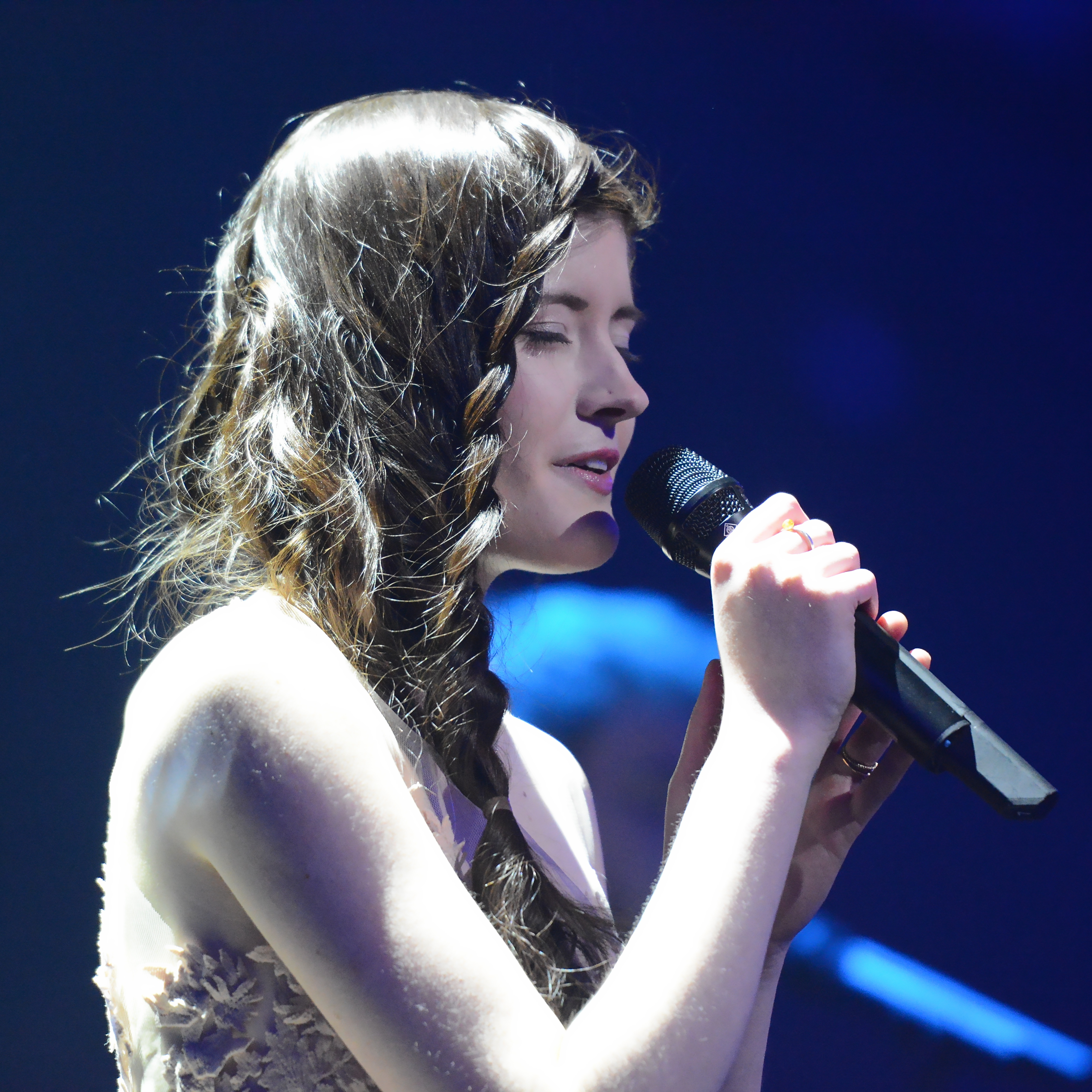
Juno bei Unser Song für Dänemark (2014)

Am 7. März 2014 erschien – nach vier Jahren Arbeit – das Debütalbum The Unknown. Es besteht aus 16 Studioaufnahmen und erschien als CD und Download. Alle Titel des Albums wurden von Juno und Dave Roth gemeinsam geschrieben und produziert. Drei Titel schrieben die beiden zusammen mit David Jost, dem ehemaligen Produzenten von Tokio Hotel. Die Produktion erfolgte durch Patrick Benzner und Roth. Musikalisch bewegen sich die Lieder im Bereich der Popmusik. Juno selbst beschreibt ihre Musik als „hoffnungsvolle, akustische und melancholische Musik“; zusammengefasst nennt sie ihre Musik „Heart-Core“. The Unknown erreichte in Deutschland Position 24 der Albumcharts und hielt sich insgesamt drei Wochen in den Charts. In der Schweiz erreichte das Album in einer Chartwoche Position 45 der Albumcharts. Um das Album sowie die Singles zu bewerben, folgten in den Monaten nach der Veröffentlichung unter anderem Liveauftritte zur Hauptsendezeit mit dem Titel Error bei Tribute to Bambi und Verstehen Sie Spaß? sowie in den Fernsehshows SWR3 latenight und dem ARD-Morgenmagazin. Von Februar bis März 2014 untermalte Like Lovers Do einen Werbespot von VOX, in dem die Show-Highlights für den Monat März präsentiert wurden. Somit war das Lied in diversen Werbeunterbrechungen auf VOX sowie weiteren Sendern der RTL Gruppe zu hören. Am 13. März 2014 nahm Juno beim deutschen Vorentscheid Unser Song für Dänemark für den Eurovision Song Contest 2014 teil. Sie schied jedoch mit Like Lovers Do in der ersten Runde aus.
Neben den zwei Singleauskopplungen veröffentlichte Juno zwischen März und September 2014 acht weitere Videoauskopplungen. Hierbei erschienen Musikvideos zu The Unknown, Same Sky, Day One, Always This Way, If This Was a Movie, Sympathy, Another You und Do It Again. Regie bei allen Musikvideos führte Carina Steinmetz.
Um sich und ihr Debütalbum zu präsentieren, ging Juno mit ihrer Liveband auf drei Tourneen binnen eines Jahres. Zunächst spielte sie am 4. Februar 2014 in Hamburg (Große Freiheit 36) ein Konzert im Vorprogramm der britischen Singer-Songwriterin Ellie Goulding. Am 22. März folgte ein Einzelauftritt im Rahmen von hr3@night in Frankfurt am Main (HR Funkhaus). Nach den zwei Konzerten begleitete Juno den deutschen Popsänger Adel Tawil und spielte neben dem deutschen Singer-Songwriter Benne im Vorprogramm seiner Lieder Tour. Dabei spielte Juno 14 Konzerte innerhalb Deutschlands vom 27. März bis zum 13. April 2014. Im Anschluss an die Tour spielte Juno mit ihrer Band ein Einzelkonzert in Zürich am 17. April 2014. Es handelte sich um das erste Konzert von Juno außerhalb Deutschlands. Am 7. Juni 2014 trat Juno im Rahmen von KulturPur in der Ginsberger Heide in Hilchenbach-Grund auf. Im September desselben Jahres folgte mit der The Unknown Tour die erste eigenständige Konzertreihe Junos. Die Tour führte sie mit ihrer Band durch neun deutsche Städte. Als Vorgruppe konnte man das deutsche Elektropop-Duo Scene Writers (auch als ColdWaterEffect bekannt) gewinnen. Am Ende des Jahres war Juno schließlich Teil der Konzertreihe Night of the Proms Tour 2014, eines Projekts, bei dem klassische Musik und Popmusik zusammentreffen. Weitere Teilnehmer der Konzertreihe waren Katie Melua, John Miles, Marlon Roudette, Ksenija Sidorova und Zucchero. Im Rahmen dieser Veranstaltung spielte Juno 17 Shows in Deutschland und eine in Luxemburg. Alles in allem spielte Juno im Kalenderjahr 2014 über 40 Konzerte in drei Ländern.

#### Zweites StudioalbumSalvation(2015–2016)

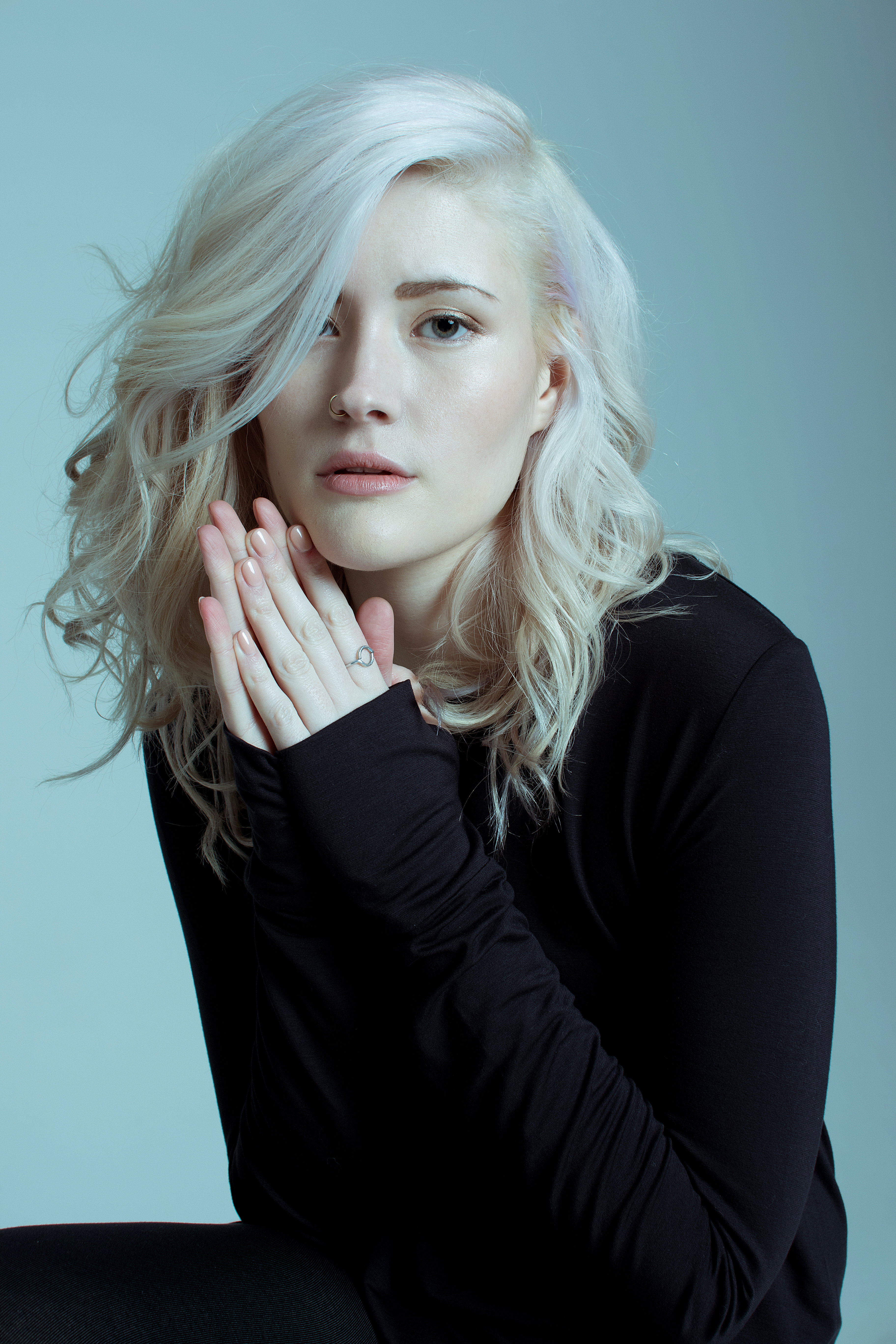
Pressefoto zu Salvation (2016)

Nachdem sich Juno etwa ein Jahr lang zurückgezogen hatte, meldete sie sich mit der Promo-Single – und der ersten Veröffentlichung aus dem kommenden zweiten Studioalbum – Into the Night am 27. November 2015 zurück. Mit Salvation erschien am 15. Januar 2016 eine weitere Promo-Single aus dem gleichnamigen Album. Zu beiden Promo-Veröffentlichungen erschien jeweils ein Lyrikvideo. Vier Wochen später folgte mit Stupid Girl die erste offizielle Singleauskopplung am 12. Februar 2016. Diese erfolgte digital zum Download und Streaming durch das Musiklabel Embassy of Music. Neben dem Original verfügt die Single über zwei Remixversionen und einen Remix des Liedes Into the Night als B-Seite. Zu Stupid Girl erschienen zwei Musikvideos, die unter der Regie von Philipp Gladsome entstanden waren. Das erste erschien am 15. Februar 2016 und zeigt an drei Tagen den Alltag Junos in Santa Monica. Das zweite Musikvideo zu Stupid Girl (Madizin Remix) hatte seine Premiere am 20. März 2016 auf YouTube.
Am 25. Februar 2016 spielte Juno ein Einzelkonzert mit ihrer Band im Berliner Fluxbau. Einen Tag später erschien das zweite Studioalbum Salvation. Das Album besteht aus 13 Studioaufnahmen und ist als CD und Download erhältlich. Zeitgleich folgte die Veröffentlichung einer „Deluxe Edition“. Diese beinhaltet fünf weitere Studioaufnahmen und einen Remix. Bereits ab dem 27. November 2015 stand das Album zur Vorbestellung bereit. Der US-amerikanische Musik-Blogger Bradley Stern beschrieb den Gesang Junos als eine Mischung aus Ellie Goulding und Tove Lo und verglich die Texte mit Taylor Swift. Er platzierte Salvation auf Position zehn der besten Alben 2016. Um das Album zu bewerben, folgte unter anderem ein Liveauftritt mit Stupid Girl zur Hauptsendezeit während der ESC-Grand-Prix-Party 2016 von der Hamburger Reeperbahn. Weitere Auftritte folgten im ZDF-Morgenmagazin sowie mit You Know What? im ZDF-Fernsehgarten. Salvation erreichte in Deutschland Position 35 der Albumcharts und konnte sich insgesamt eine Woche in den Charts halten. In Österreich und der Schweiz erreichte das Album jeweils in ebenfalls einer Chartwoche Position 70. Für Juno war Salvation der zweite Charterfolg in Deutschland und der Schweiz sowie der erste in Österreich. Erstmals konnte sich ein Album von ihr gleichzeitig in allen D-A-CH-Staaten platzieren.
Vier Monate nach vor der Albumveröffentlichung erschien mit You Know What? die zweite und letzte Singleauskopplung des Albums am 3. Juni 2016. Diese erschien als digitale 2-Track-Single und enthielt neben dem Original einen Remix von Madizin. Das Musikvideo zeigt die Geschichte einer jungen, zeitlich begrenzten Liebesbeziehung, in der Juno schauspielerisch vom deutschen Musiker Christopher Brenner unterstützt wurde. Regie führte erneut Philipp Gladsome. Auch die zweite Single verfehlte einen Charteinstieg.

#### Wechsel zur deutschsprachigen Musik mitWaldbrand(2016–2017)
Nach zwei englischsprachigen Studioalben veröffentlichte Juno mit Waldbrand erstmals einen deutschsprachigen Tonträger. Nachdem einige Monate zuvor auf der „Deluxe Version“ zu Salvation erstmals zwei deutschsprachige Titel auf einem Tonträger Junos erschienen waren, erschien mit der Waldbrand EP erstmals ein komplett deutschsprachiger Tonträger. In Interviews und einem „Track-by-Track“ zu ihrem Nachfolgealbum DNA (2017) beschrieb Juno den Entstehungsprozess bzw. die Entscheidung deutschsprachige Titel wie folgt: Sie habe im aktuellen Jahr viel für andere deutsche Künstler geschrieben und sie war neugierig, wie sie heute in ihrer Muttersprache klinge. Bisher gab es nur zwei frühe Lieder von ihr auf Deutsch, die sie auf ihrem YouTube-Profil veröffentlichte. 2014 veröffentlichte sie das Lied Herzchen und ein Jahr später Küss die kalten Jungs. Sie wollte wissen, ob ihre Lieder auf Deutsch funktionieren und man sie dann „extrem modern“ produzieren könne. Der Beginn dieser „neuen Reise“ startete mit dem gleichnamigen Lied Waldbrand. Sie habe das Stück aus dem Nichts geschrieben. Als sie es fertiggestellt hatte, war ihr klar: „Ja, okay, das ist die Richtung, in die ich gehen möchte.“ Sie glaube, es gefalle ihr so gut, sich in ihrer Muttersprache auszudrücken, und nicht nur sie habe Klarheit, auch die Menschen, die ihre Musik hören, hätten eine Klarheit, die es vorher nicht unbedingt gegeben habe, außer man habe sich „außergewöhnlich arg“ damit auseinandergesetzt. Im Jahr 2021 äußerte sich Juno zur Frage, wieso sie die Sprache wechselte, mit folgenden Worten: Abgesehen von zwei Ausnahmen, die sie für sich selbst geschrieben und nichts dabei gefühlt habe, habe sie keine deutschen Titel geschrieben. Ein Lied sei ein „Joke-Song“ gewesen (Herzschen), das andere sei „über Sad“ gewesen (Küss die kalten Jungs) und sie habe es gehasst. Zum Zeitpunkt, als sie beschloss die Sprache zu wechseln, konnte sie die Gesamtsituation nicht ertragen. Sie habe unter anderem Universal verlassen und ihre Band verloren, weil diese zweigleisig fuhr und noch mit einem anderen „großen“ Künstler unterwegs war. Juno musste ein halbes Jahr lang immer wieder Auftritte absagen, sodass es zu einer Entscheidung kommen musste und die Band sich gegen sie entschied. Das habe ihr damals „so krass“ das Herz gebrochen und sie war sauer auf die Gesamtsituation, die sie nicht kontrollieren konnte. Sie habe gewollt, dass alles „verschwindet“, dass sie von „neu anfangen“ könne. Aus „irgendeiner Laune“ habe sie dann Waldbrand geschrieben, in dem es genau darum gehe. Juno erinnere sich noch ganz genau daran, dass sie gewollt habe, dass alle Leute, die wissen, was passiert sei, das hören und verstehen, was gerade zu diesem Zeitpunkt Phase sei, auch wenn es ihr selbst nichts bringe.

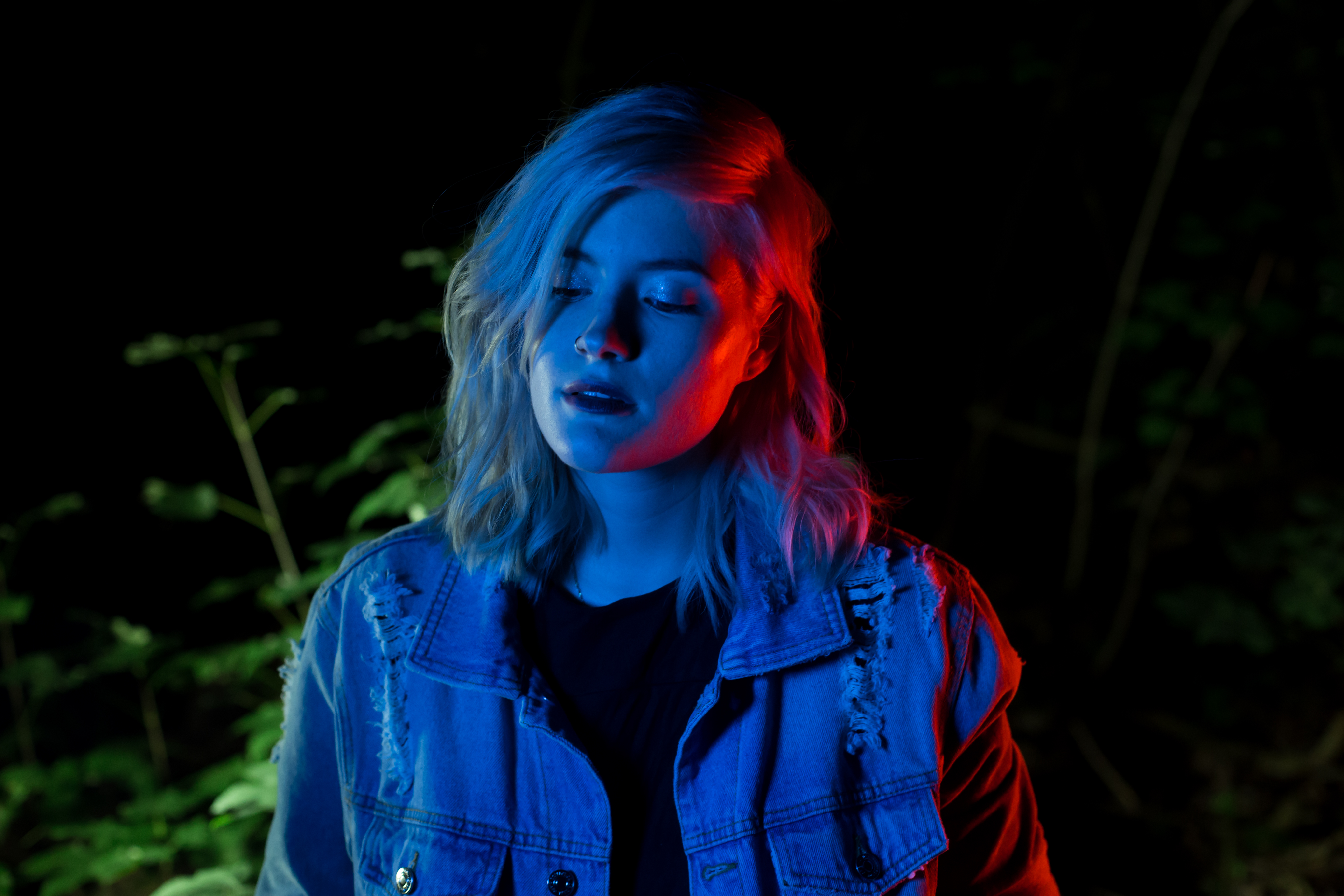
Pressefoto zu Waldbrand (2016)

Die Erstveröffentlichung der Waldbrand EP erfolgte digital zum Download und Streaming am 30. September 2016 und setzt sich aus fünf neuen Studioaufnahmen zusammen. Es erschien durch das Musiklabel Embassy of Music und wurde durch Tonpool vertrieben. Am 21. Oktober 2016 erfolgte die Veröffentlichung einer CD-Ausführung, die zunächst nur während Junos Salvation Tour erhältlich war. Nach der Tournee war die CD handsigniert in limitierter Auflage über Junos Merchandise-Shop zu erwerben. Musikalisch bewegen sich die Lieder im Bereich der elektronischen Musik und der Popmusik, stilistisch im Bereich des Elektropops, was mitunter an der Inspiration durch Calvin Harris und Major Lazer lag. Die EP verfehlte einen Einstieg in die offiziellen Albumcharts, konnte sich aber an zwei Tagen (30. September bis 1. Oktober 2016) in den deutschen iTunes-Tagesauswertungen platzierten, wobei es mit Rang 17 seine beste Chartnotierung erreichte. Von Oktober bis November 2016 ging Juno mit ihrer Band auf ihre zweite eigenständige Konzertreihe, die den Titel Salvation Tour trug. Über einen Zeitraum von zweieinhalb Wochen führte sie mit ihrer Band durch zwölf deutsche Städte sowie einmal in die Schweiz. Mit Ausnahme eines Konzertes in Offenburg spielte bei allen Konzerten der Berliner Singer-Songwriter Benoby im Vorprogramm. In Offenburg spielte Junos Cousine Valentina Mér im Vorprogramm.
Nachdem mit der EP-Veröffentlichung das gleichnamige Lied zunächst nur als Videoauskopplung erschienen war, folgte am 23. Dezember 2016 schließlich die Singleauskopplung. Diese erfolgte als digitale 2-Track-Single und beinhaltet einen Remix von Helmo sowie einen gemeinsamen Remix von Chris Avedon und Kevin Neon.
Am 20. Januar 2017 veröffentlichte Juno mit Für immer eine neue Single, die zugleich als Soundtrack zum deutschen Kinderfilm Wendy – Der Film diente. Der kommerzielle Erfolg dieser Veröffentlichung blieb aus. Zwei Wochen später erschien mit No Words nochmals eine Promo-Single aus Junos zweitem Studioalbum Salvation. Es handelt sich hierbei um die dritte Promo-Single aus Salvation.

#### Drittes StudioalbumDNA(2017–2018)

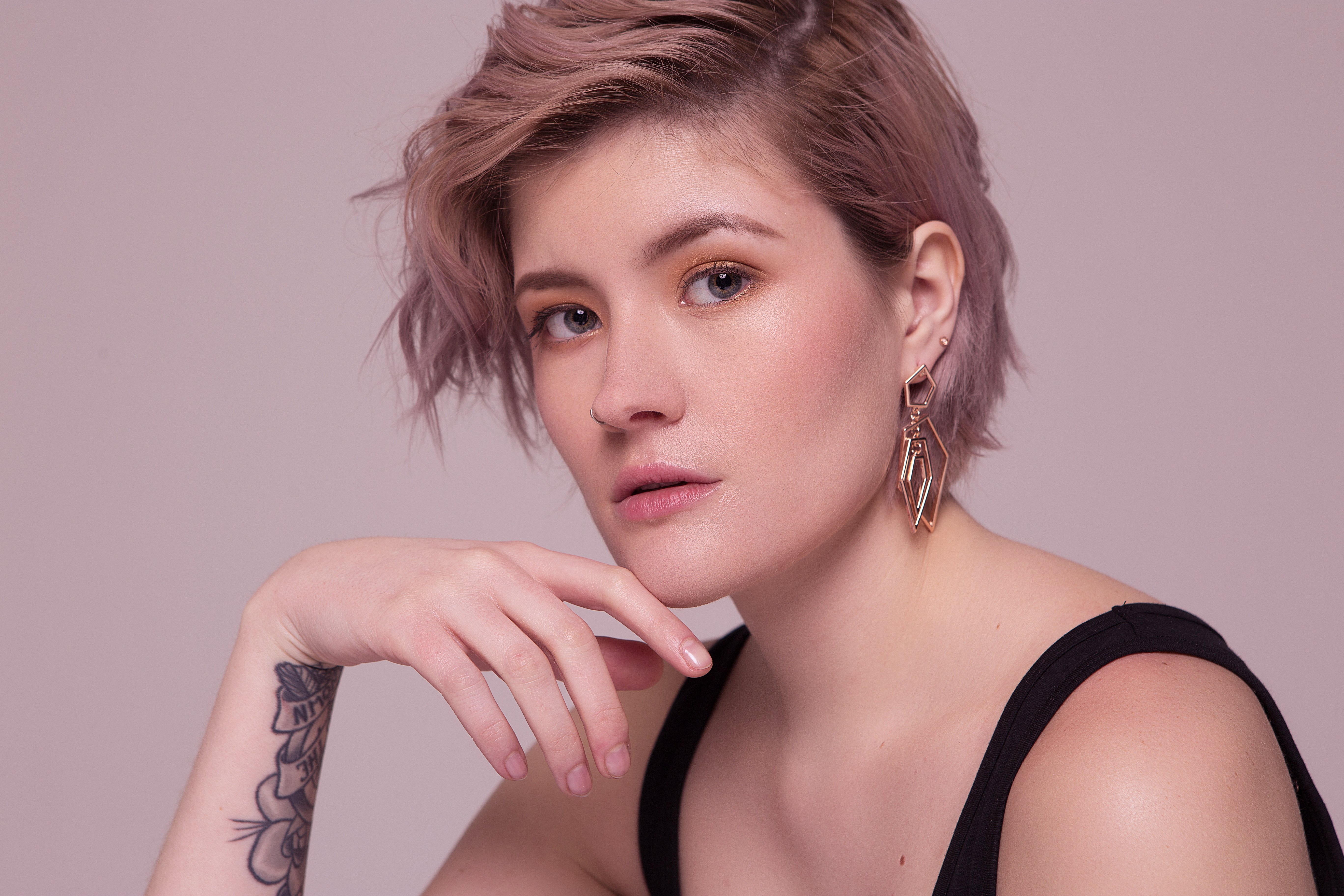
Pressefoto zu DNA (2017)

Mit der Singleveröffentlichung Still eröffnete Juno die Promophase für ihr kommendes drittes Studioalbum. Die Single erschien am 5. Mai 2017 als digitaler Einzeltrack. Mit Gift folgte die zweite Singleauskopplung, die ebenfalls als Einzeldownload am 28. Juli 2017 erschien. Wie ihre beiden Vorgänger erschien am 25. August 2017 die dritte und letzte Vorab-Single Halt mich fest am 25. August 2017 als Download. Die Single erschien mit zwei Remixen und nicht nur zum Einzeldownload. Zu allen drei Singles erschien Musikvideos. Einen Charteinstieg in die offiziellen Hitparaden verfehlten alle Veröffentlichungen.
Am 8. September 2017 erschien schließlich Junos drittes Studioalbum DNA. Hierbei handelt es sich um das erste Studioalbum von Juno, das komplett aus deutschsprachigen Liedern besteht. Die Produktion erfolgte durch Oliver Som, der schon für die Produktion der Waldbrand EP sowie Teile von Salvation verantwortlich war. Das Album besteht aus 15 neuen Studioaufnahmen sowie einer Neuauflage und ist als CD sowie Download erhältlich. Nach der Veröffentlichung des Albums veröffentlichte Juno in unregelmäßigen Abständen – neben ihren Musikvideos – drei Videos mit Akustikversion, um das Album zu bewerben. Es erschienen Videos zu Schatten ohne Licht (16. September 2017), Ohne Kleider (2. Oktober 2017) und Phantomschmerz (1. Dezember 2017). Alle drei schwarz-weißen Videos zeigen lediglich Juno, die begleitet von ihrem Keyboarder die Lieder singt. Die Videos wurden von Juno selbst bearbeitet. Um das Album weiter zu bewerben, folgte unter anderem ein Liveauftritt – mit Phantomschmerz – zur Hauptsendezeit im Rahmen der Kinderhilfsaktion Herzenssache des Südwestrundfunks (SWR) und des Saarländischen Rundfunks (SR). Des Weiteren folgte ein Liveauftritt mit Gift bei den VIVA Top 100. DNA erreichte in Deutschland Position 58 und konnte sich insgesamt eine Woche in den Albumcharts platzieren.
Einen Monat nach der Veröffentlichung von DNA startete mit der DNA Tour eine Konzertreihe, um das Album live zu präsentieren. Bei der DNA Tour handelte es sich um die dritte eigenständige Konzertreihe Junos. Die Tour erstreckte sich über einen Zeitraum von rund neun Monaten und führte Juno mit ihrer Band durch 18 deutsche Städte. Sie endete zunächst mit dem Abschlusskonzert im Hamburger Stage Club am 30. Oktober 2017. Während der Tour kam es zu Konzertausfällen bzw. Verschiebungen, sodass ein zweiter Tourabschnitt im Sommer 2018 gespielt wurde. Während des ersten Teils der Konzertreihe im Jahr 2017 wurde Juno im Vorprogramm vom britischen Singer-Songwriter Joey Cass unterstützt. Im zweiten Teil der Konzertreihe im Jahr 2017 spielte der deutsche Musiker HALLER im Vorprogramm. Das Programm bestand überwiegend aus Liedern von DNA. Aus dem Album wurden alle Titel gespielt. Während die vergangenen Konzertreihen aus englischsprachigen Sets bestand, spielte Juno während dieser Tour nur noch zwei englischsprachige Stücke.
Mit Schatten ohne Licht erschien mehr als ein halbes Jahr nach der Albumveröffentlichung die vierte und bislang letzte Singleauskopplung aus DNA am 13. April 2018. Wie ihre Vorgänger erschien die Single lediglich zum Download. Die Maxi-Single beinhaltet neben der Albumversion eine Alternate- und Pianoversion sowie ein Remix vom Mannheimer DJ-Duo Banks & Rawdriguez.

#### So Strong,Acoustic TourundWas bleibt(2018–2019)

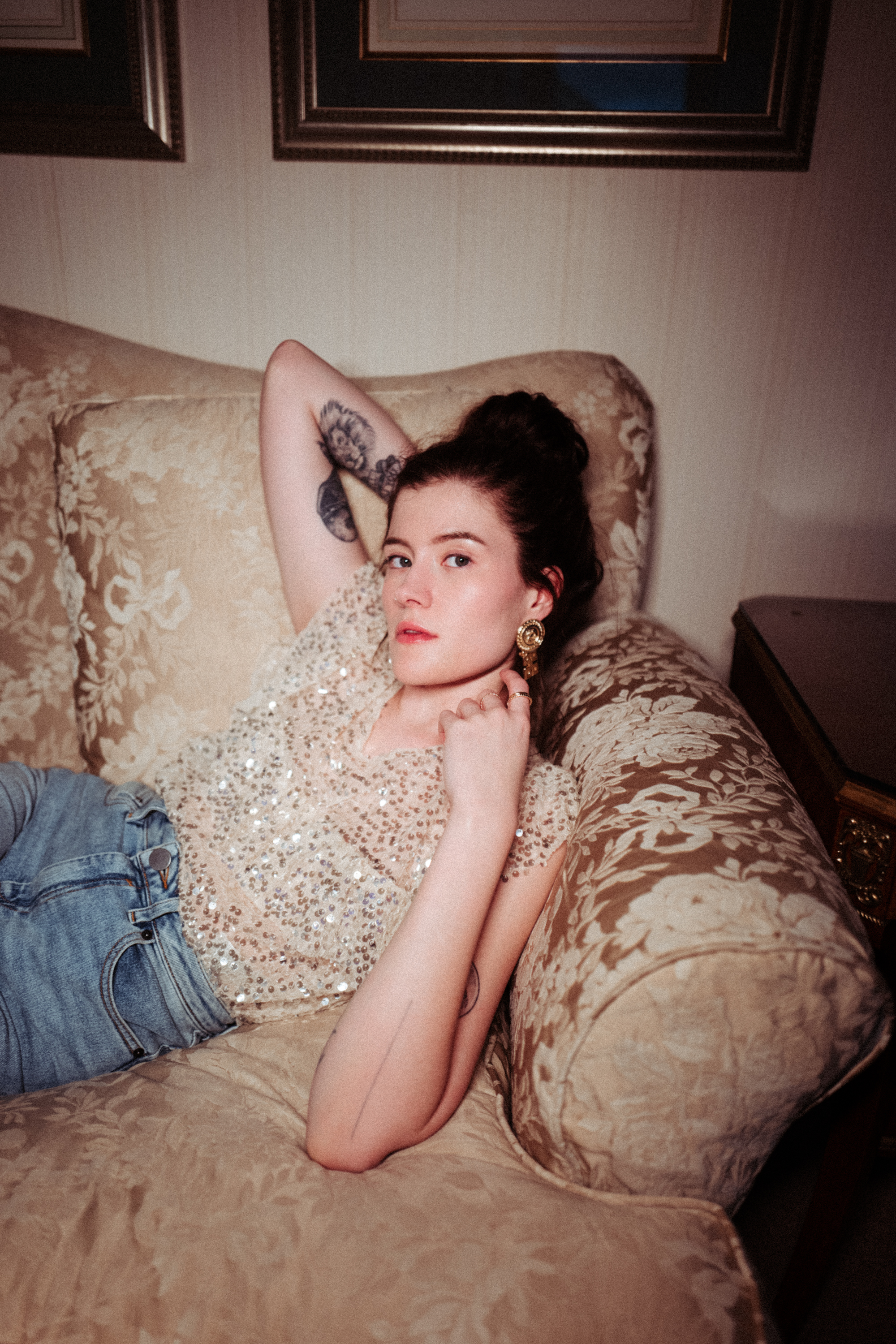
Pressefoto zu Was bleibt (2019)

Am 18. Mai 2018 erschien auf dem Soundtrack zur zweiten Staffel der deutschen Thriller-Fernsehserie You Are Wanted das Lied So Strong. Damit war Juno zum vierten Mal Teil eines Soundtrack-Albums. Einen Monat später erschien mit Borderline die erste Singleauskopplung aus Junos kommendem vierten Studioalbum am 15. Juni 2018. Mit einem Konzert im Rahmen vom Hamburger Festival Sommer in Altona beendete Juno das Musikjahr 2018 am 10. August.
2019 begann für Juno mit einer kleinen Tournee mit dem Titel Acoustic Tour. Es handelte sich um eine Klubtournee, die Juno vom 14. Februar bis zum 18. Februar 2019 durch fünf deutsche Städte führte. Die Acoustic Tour war die vierte Headliner-Tour von Juno. Musikalisch wurde sie auf der Bühne lediglich durch ihr langjähriges Bandmitglied Joschka Bender am Cajón und der Gitarre unterstützt. Juno selbst spielte bei ausgewählten Titeln Gitarre und Ukulele. Im Vorprogramm spielte die in Berlin beheimatete deutsch-irische Folk und Indie-Pop-Band Valery, der Bender als festes Bandmitglied angehört. Dadurch, dass Bender zu Junos Liveband gehört und er sie auf der Tour begleitete, konnte er nicht mit seiner Band auf der Bühne stehen, er kam lediglich für das letzte Lied Roamer mit auf die Bühne. Während der Tour präsentierte Juno 18 unterschiedliche Titel. Das Repertoire bestand erstmals aus einem reinen deutschsprachigen Set. Die Setlist bestand zu etwas mehr als die Hälfte aus Stücken von Junos letztem Studioalbum DNA sowie Titeln aus älteren Veröffentlichungen und bis dato unveröffentlichten Stücken. Mit Grund genug, Vor dir und Was bleibt präsentierte Juno drei bis dato unveröffentlichte Titel. Ab dem zweiten Konzert in Berlin sang Juno regelmäßig das Elvis-Presley-Cover Can’t Help Falling in Love. Am 12. April 2019 erschien mit Gib doch nach die zweite Vorab-Single aus dem kommenden vierten Studioalbum. Mit Automatisch folgte die dritte Vorab-Single am 31. Mai 2019. Nachdem mit Automatisch (Helmo Remix) nochmals eine Neuauflage des Liedes erschienen war, folgte mit Grund genug die vierte Singleauskopplung am 26. Juli 2019. Am 6. September 2019 erschien dann das vierte Studioalbum Was bleibt mit zwölf neuen Studioaufnahmen als CD und Download. Zeitgleich mit der Veröffentlichung des regulären Albums erfolgte die Veröffentlichung einer limitierten „Fanbox“. Diese enthält zusätzlich die ebenfalls zeitgleich erschienene Was bleibt (Akustik EP) sowie Merchandiseartikel. Das Extended Play ist lediglich in Verbindung mit dem Boxset als CD erhältlich, als Download ist sie auch separat zu erwerben. Nachdem der Vorgänger DNA lediglich Platz 58 in den deutschen Albumcharts erreicht hatte, schaffte es Was bleibt auf Position 25. In den deutschsprachigen Albumcharts erreichte Was bleibt Position 13 und in den Downloadcharts Position 16.
Zwischen dem 23. Oktober 2019 und dem 7. November 2019 ging Juno erneut auf Tour. Die Was bleibt Tour führte sie mit ihrer Stammband – bestehend aus Bender, Henzl und Scheufler – durch 13 deutsche Städte. In neun von 13 Klubs sowie in den drei Städten Frankenthal, Freiburg im Breisgau und Osnabrück gab Juno ihre ersten Konzerte. Bis Ende September waren die Konzerte in Berlin, Dortmund, Frankfurt am Main und Hannover ausverkauft. Das Konzert in Dresden sollte ursprünglich in der Groovestation stattfinden, wurde jedoch ins Kulturzentrum Scheune hochverlegt. Wie schon bei der Akustiktour spiele erneut die deutsch-irische Band Varley im Vorprogramm von neun Konzerten. Im Vorprogramm der restlichen vier Konzerte spielte der Schweizer Singer-Songwriter Damian Lynn. Während der Tour präsentierte Juno zusammen mit ihrer Begleitband 19 unterschiedliche Titel. Das Repertoire bestand hauptsächlich aus einem popmusikalischen Set, mit einigen Akustikdarbietungen inmitten der Konzerte. Die Setlist bestand zu mehr als der Hälfte aus Stücken des Präsentationsalbums Was bleibt. Aus Was bleibt spielte Juno mit Ausnahme des Titels Schwarz weiß alle Lieder.

#### EP-Veröffentlichungen, fünftes StudioalbumBesser kann ich es nicht erklärenund Tour (2020–2022)

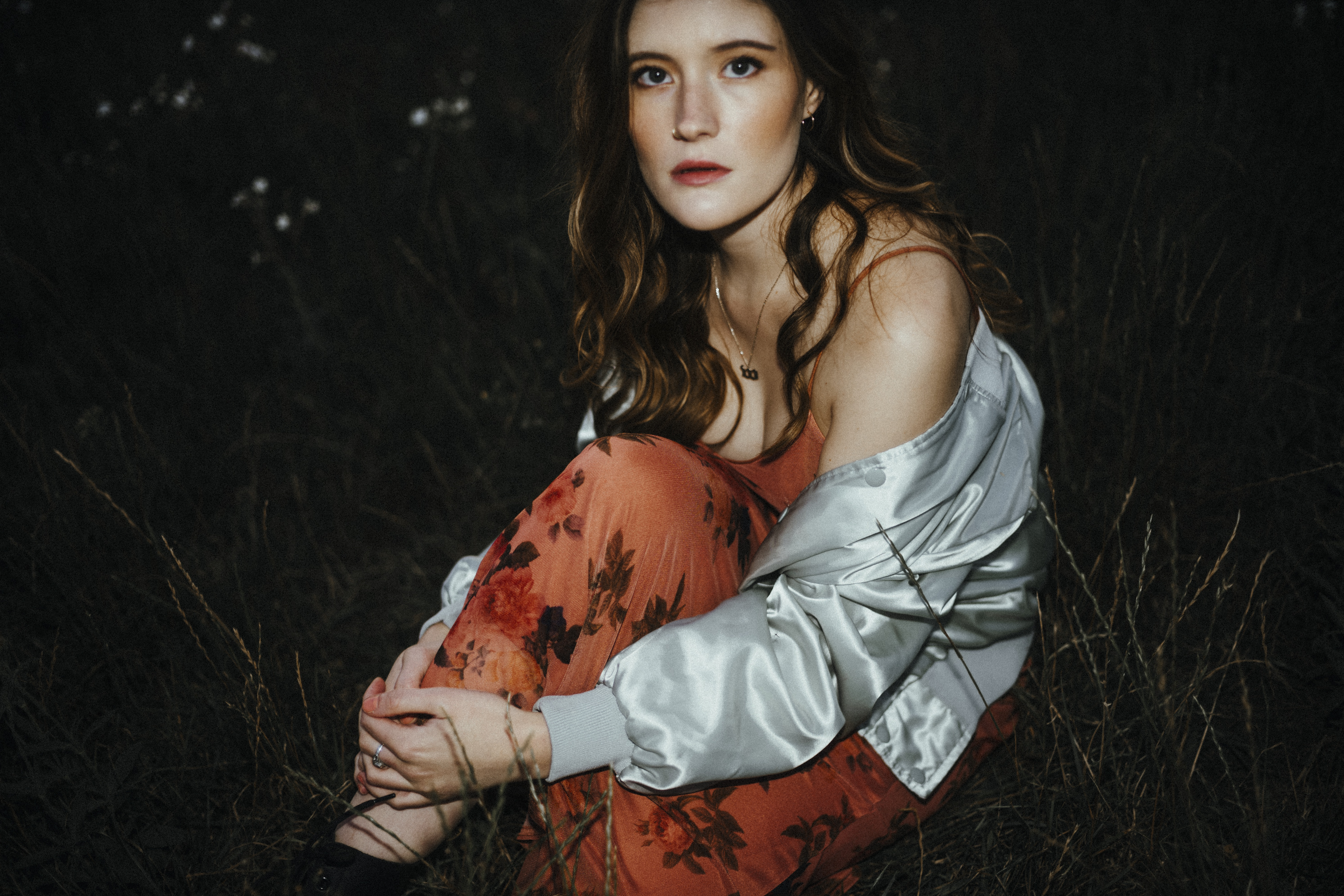
Pressefoto zu Besser kann ich es nicht erklären (2022)

Am 21. August 2020 erschien mit Obsolet ihre erste neue Veröffentlichung im Kalenderjahr 2020. Das Stück erschien als Single zum Download und Streaming mit dazugehörigen Musikvideo. Inhaltlich geht es in dem Lied um die Trennung einer Liebesbeziehung und dass die ganze Beziehung im Nachgang völlig „obsolet“ beziehungsweise überflüssig gewesen zu sein scheint. Juno selbst kommentiert die Beziehung im dazugehörigen Musikvideo mit folgenden Worten: „In Erinnerung an den bisher größten Haufen Scheiße der mir je widerfahren ist & das Beste das mir je hätte passieren können“. Am 18. November 2020 erschien mit Über Dich eine zweite Singleauskopplung im Kalenderjahr. Nachdem es in Obsolet noch um eine Trennung ging, geht es hierbei um die Verarbeitung des Trennungsschmerzes. Die Single zu Über Dich erschien als 2-Track-Single mit Obsolet als B-Seite. Am 3. Dezember 2020 erschien mit Last Christmas – im Original von Wham! – ein Beitrag Junos auf dem Sampler So klingelt Weihnachten, das exklusiv bei Deezer erschien. Es handelt sich hierbei um die erste Coverversion von Juno, die offiziell zu erwerben war.
Mit Lass mich los erschien die erste Veröffentlichung des neuen Kalenderjahres. Das Stück erschien am 12. Februar 2021 als Single und beinhaltet die vorherigen Singles Obsolet und Über Dich als B-Seite. Gleichzeitig erschien das Lied auch in einer „Pianoversion“, welche als Einzeltrack erschien. Inhaltlich geht es im Lied um einen nicht verarbeiteten Trennungsschmerz. Zwei Monate später erschien mit Bevor ich dich vergesse die dritte EP von Juno. Diese besteht aus sechs Titeln, darunter fünf Neukompositionen und umfasst unter anderem die letzten drei Singleauskopplungen Obsolet, Über Dich und Lass mich los sowie zwei unveröffentlichte Titel und eine zusätzliche Pianoversion von Lass mich los. Über ihren Instagram-Kanal publizierte Juno, dass die EP den ersten Teil ihres kommenden Albums darstellen würde. Sie habe beschlossen, das nächste Album in anderer Form zu veröffentlichen, als es bei den Vorherigen der Fall war. Sie wolle das Album in EPs aufteilen und später erst in einer „großen Platte“ zusammenfassen. Bevor ich dich vergesse beschrieb sie als „Heartbreak Seite“ (englisch für „Herzschmerz Seite“). Am 15. April 2021 war Juno, zusammen mit LEA, Teil der ZDF-Musikshow Stay Live, indem sie ein Mini-Konzert mit sechs Titeln präsentierte.
Am 2. Juni 2021 erschien mit Tu was du willst die nächste Singleauskopplung, bevor am 16. Juni 2021 mit She Inspired Me (englisch für „Sie inspirierte mich“) die zweite EP veröffentlicht wurde. Im Zuge dieser Veröffentlichung ging Juno eine Partnerschaft mit Spotify ein und war Teil der Kampagne Spotify Equal, einem internationalen Musikprogramm, mit dem Spotify die Gleichberechtigung von Künstlerinnen in der Musikbranche unterstützt. Ab dem 18. Juni 2021 rief Spotify gemeinsam mit Juno – unter dem Hashtag „#SheInspiredMe“ – zur „TikTok-Challenge“ rund um das Thema „weibliche Vorbilder“ auf. Damit fand die erste „große Kampagne“ auf dem neuen deutschsprachigen TikTok-Kanal von Spotify D-A-CH statt. Auf der EP coverte Juno selbst zwei Titel von ihren weiblichen Vorbildern: Drive Darling (BOY) und Last Hope (Paramore). Das Finale bildete eine Liveübertragung auf dem TikTok-Channel am 28. Juni 2021, bei dem Juno gemeinsam mit Miriam Davoudvandi als Moderatorin sowie der Sängerin Luna über ihre Musik und inspirierenden weiblichen Vorbilder sprachen. Durch die Zusammenarbeit mit Spotify zierte Juno, im Rahmen von Spotify Equal, eine LED-Werbefläche am Times Square in New York City.
Am 30. Juli 2021 erschien mit Sommer, Sonne, Depression eine Single, in der Juno erneut Depressionen und Selbstzweifel verarbeitet. Einen Tag später verkündete sie, dass das kommende Album Besser kann ich es nicht erklären heißen wird und ab sofort vorbestellbar sei. Am 15. Oktober 2021 erschien mit Nur kurz glücklich ein Duett mit Max Giesinger als Single. Hierbei handelt es sich um die erste Single, die Juno als Leadmusikerin mit jemand anderem aufgenommen hat. Mit November (Akustik) veröffentlichte Juno eineinhalb Monate später, dem 28. November 2021, ein erneutes Duett als Single. Das Stück erschien im Original in seiner Soloversion von Juno als B-Seite von Nur kurz glücklich. Die Akustikversion nahm sie zusammen mit der österreichischen Sängerin Esther Graf auf. Am 6. Dezember 2021 veröffentlichte Juno mit der Single Last Christmas erstmals ein Weihnachtslied; zugleich erschien erstmals eine Coverversion von ihr als Single. Das Stück nahm sie bereits ein Jahr zuvor für den exklusiver Deezer-Sampler So klingt Weihnachten auf, der am 3. Dezember 2020 erschien. Am 14. Januar 2022 erschien schließlich das fünfte Studioalbum Besser kann ich es nicht erklären als Standardversion und Fan-Bundle. Eine Woche später erschien das Album nochmals als weiteres Fan-Bundle mit einem Kapuzenpullover als Beilage. Im April 2022 war Juno Teil des Soundtracks zum ZDF-Film Geheime Schatten. Sie nahm dazu den Titel With You auf, der aber nur im Film zu hören und als Videoauskopplung auf YouTube am 27. April 2022 erschien.
Zwischen dem 7. Juni 2022 und dem 7. Juli 2022 ging Juno mit ihrer Liveband, bestehend aus den Stammmitgliedern Joschka Bender (Gitarre), Sebastian Henzl (Keyboard) und Benjamin Scheufler (Schlagzeug) sowie dem Bassisten Marco Lesche, auf ihre Besser kann ich es nicht erklären Tour. Es war die größte Liveband seit ihrer The Unknown Tour. Die Tour, die eigentlich schon 2020 mit sechs Konzerten stattfinden sollte, wurde aufgrund der COVID-19-Pandemie dreimal verschoben. Im Zuge der Verschiebungen wurde die Tour auf neun Konzerte erweitert, einige Lokalitäten mussten gewechselt werden. Nach der Tour wurde bekannt, dass alle Konzerte ausverkauft gewesen seien. Bei den Konzerten präsentierte Juno zusammen mit ihrer Begleitband 17 unterschiedliche Titel. Das Repertoire bestand, neben einer Akustikdarbietung, aus einem popmusikalischen Set. Die Setlist bestand überwiegend aus Stücken Besser kann ich es nicht erklären.
Einen Tag nach dem Tourende erschien mit Normal fühlen (Akustik) die achte und letzte Singleauskopplung aus Besser kann ich es nicht erklären. Diese nahm Juno mit dem an der Albumproduktion beteiligtem Braunschweiger Musiker Alex Lys auf. Bereits im Februar desselben Jahres fungierte Juno als Gastsängerin bei Lys’ Single Solange wir fahren. Am 22. Juli 2022 erschien ein weiteres Bundle zu Besser kann ich es nicht erklären, das unter anderem eine Vinylausgabe des Albums beinhaltet. Es handelt sich dabei um die erste Vinylplatte von Juno. Neben dem regulären Album, ist diese Ausgabe um sechs Akustikaufnahmen, darunter drei Duette erweitert worden. Eine Woche später erschien dieses Bundle in digitaler Form.

#### Sechstes StudioalbumNur zu Besuch(2023–2024)
Am 31. März 2023 veröffentlichte Juno mit Ich sterbe zuerst die erste Single des kommenden sechsten Studioalbums. Erstmals seit Borderline (2018) führte sie hierbei wieder Regie beim dazugehörigen Musikvideo (gemeinsam mit Ben Wolf). Im Mai 2023 folgte mit Murphy’s Law die zweite und im Juli 2023 mit Lovesong die dritte Singleauskopplungen. Von Juni bis August 2023 ging Juno auf die Sommer, Sonne, Festivals Tour, ihre siebte Headliner-Tour, die sie auf fünf Festivals führte, darunter die Kieler Woche, das Deichbrand oder auch das Open Flair. Am 22. September 2023 erschien mit Gewissenlos die vierte Singleauskopplung, ein Stück in der Retrospektive über eine unschöne Trennung einer Liebesbeziehung. Zwischen dem 21. Oktober und dem 3. November 2023 ging Juno auf ihre zweite Akustiktour, die sie durch elf deutsche Städte führte. Dabei gastierte sie erstmals in Augsburg, Bielefeld, Cottbus, Regensburg, Rostock und Schweinfurt. Während der Tour präsentierte Juno 19 Titel, die Setlist bestand mit neun Titeln etwa zur Hälfte aus Stücken von Besser kann ich es nicht erklären sowie einigen älteren Veröffentlichungen und einigen Neuveröffentlichungen. Begleitet wurde sie dabei von Sebastian Henzl am Keyboard sowie Wieland Stahnecker (Blinker) an der Perkussion. Im Vorprogramm spielten die österreichische Singer-Songwriterin Revelle sowie die deutsche Popsängerin Ellice. Zwei Monate nach Gewissenlos erschien mit Versprich mir du gehst die fünfte Single vorab des kommenden Studioalbums am 17. November 2023. Das Stück entstand in Zusammenarbeit mit 1986zig und ist ein Liebeslied, in dem es zugleich um einen Trennungswunsch bei nachlassender Liebe geht. Die Single erreichte Rang 99 der deutschen Charts und avancierte zu Junos fünftem Charthit als Autorin sowie dem vierten als Interpretin. Am 15. Dezember 2023 erschien mit Nur zu Besuch vorab die sechste Single des Albums. Im dazugehörigen Musikvideo wurde sie von ihren Freunden beziehungsweise Kollegen Becks, Blinker, Taisha sowie Eric Wodegnal unterstützt. Mit Nicht ich erschien die siebte Vorabsingle am 12. Januar 2024. Am 26. Januar 2024 erschien schließlich mit Nur zu Besuch das sechste Studioalbum. Dieses setzt sich aus 14 Titeln zusammen und erschien wie sein Vorgänger als CD, Download, LP und Streaming. Juno selbst betrachtet Nur zu Besuch als Bindeglied zu ihrem letzten Album Besser kann ich es nicht erklären, das bereits verstärkt Popelemente enthalten habe, und zu ihrem kommenden Album, an dem sie bereits zur Veröffentlichung hiervon gearbeitet habe und sich produktionstechnisch experimenteller engagieren möchte. Inhaltlich handelt es sich bei den meisten Titeln um Balladen, in denen Juno unter anderem die Themen Liebe, Liebeskummer, mangelnde Wertschätzung oder auch das Erwachsenwerden aufgreift. Drei Wochen nach der Albumveröffentlichung erschien mit Was zu verlieren die achte Singleauskopplung am 16. Februar 2024, ein Liebeslied, in dem Juno davon singt, dass sie in ihrem Leben wieder „etwas“ zu verlieren habe. Im April 2024 folgte mit der Tour zu Besuch eine Konzertreihe zur Präsentation des Albums, die Juno mit ihrer Band durch 13 deutsche Städte führte. Im Vorprogramm spielten die österreichischen Musikerinnen Revelle und NESS. Mit letzterer veröffentlichte Juno im September desselben Jahres die Single In anderen Armen, die Teil von NESS’ EP Frag für ne Freundin war.

#### Siebtes StudioalbumAnomalie, Pt. 1(seit 2025)
Im Januar 2025 verkündete Juno, dass sie an ihrem siebten Studioalbum arbeite und veröffentlichte mit Reservetank die erste Single daraus. Wenige Tage später erschien die Videoauskopplung Butterfly Effect, die auch als B-Seite von Reservetank veröffentlicht wurde. Im Folgemonat erschien mit Anomalie die zweite Single-Vorabauskopplung sowie Ende März desselben Jahres mit Hab ich dir je gesagt… die dritte Singleauskopplung. Im Mai 2025 folgten zwei weitere Singleauskopplungen. Zunächst erschien Anfang des Monats die vierte Singleauskopplung Fuck Marry Kill, am Monatsende folgte mit Schlimmster Mensch der Welt die fünfte Single. Anfang Juni erschien mit Mediocre die sechste und letzte Vorab-Singleauskopplung, ehe am 13. Juni 2025 schließlich das Album Anomalie, Pt. 1 erschien.

### Gastbeiträge

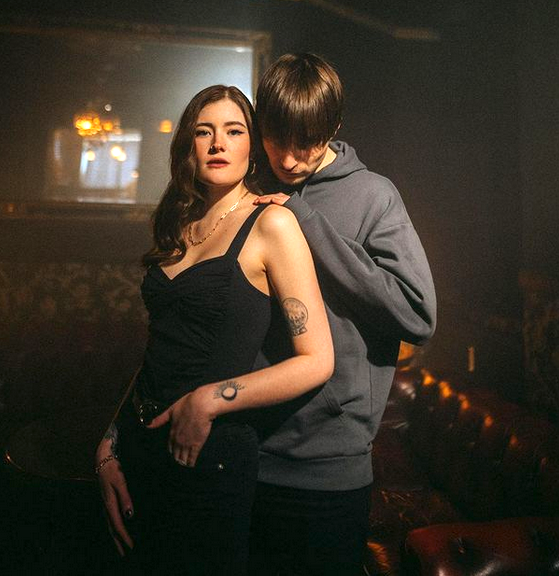
ART und Juno (2022)

Die deutsch-britische Elektropop-Band I Heart Sharks veröffentlichte am 11. November 2016 ihr drittes Studioalbum Hideaway. Auf diesem findet sich das Lied The Water wieder, bei dem Juno den Begleitgesang im Refrain übernimmt. Das Lied wurde im Folgejahr als Single veröffentlicht. Die Single erschien am 9. Juni 2017 als Einzeldownload. Hierbei handelt es sich um die erste Kollaboration von Juno. The Water ist eines von wenigen Stücken, die von Juno eingesungen, aber nicht selbst geschrieben wurden.
2018 nahm Juno mit dem deutschen Rapper Kayef das Lied Nüchtern auf. Das Lied ist Teil von Kayefs Top-10-Album Modus, welches am 18. Mai 2018 erschien. Anders als bei The Water war Juno hierbei auch als Komponistin tätig. Der Text stammt von Kai Fichtner (Kayef).
2019 trat Juno als Gastsängerin bei Sonne & Mond des österreichischen Sängers Julian le Play in Erscheinung. Das Stück wurde am 25. Oktober 2019 als Single veröffentlicht und ist Teil von le Plays viertem Studioalbum Tandem.
Nachdem Juno zusammen mit Max Giesinger das Lied Nur kurz glücklich für ihr Album Besser kann ich es nicht erklären aufgenommen hatte, nahmen sie mit Hotel ein zweites Duett auf, das als Teil von Giesingers viertem Studioalbum Vier erschien. Das Album erschien am 12. November 2021.
Am 25. Februar 2022 unterstützte Juno den Braunschweiger Autoren und Musikproduzenten Alex Lys als Gastsängerin bei seiner Single Solange wir fahren. Die beiden arbeiteten erstmals im Jahr 2020 zusammen, als Lys die Single Obsolet von Juno mitschrieb und -produzierte. Bei dem Album Besser kann ich es nicht erklären war er an der Produktion von fünf Titeln beteiligt. Die Single erschien als Einzeltrack zum Download und Streaming. Im gleichen Jahr fungierte Lys als Gastsänger einer akustischen Aufnahme zu Junos Normal fühlen, die am 8. Juli 2022 als Single erschien.
Einen Monat nach der Veröffentlichung von Solange wir fahren erschien mit Jalousien ein nächstes Duett von Juno als Single. Bei dem Liebeslied, in dem es um Vertrauen geht und darum, dass man an jemandem festhalten solle, auch wenn man die Person nicht sehe, unterstützte sie den deutschen Rapper ART. Das Lied erschien am 25. März 2022 als Single und erreichte Rang 78 der deutschen Singlecharts. Es handelt sich hierbei um die erste Zusammenarbeit von Juno und einem Rapper. Einen Monat später nahm sie als Teil des Musikprojektes Wier die Benefiz-Single Better Days auf, die am 22. April 2022 veröffentlicht wurde. Das Lied soll für die dramatische Lage in der Ukraine sensibilisieren und ein positives und klares Signal für den Frieden setzen. Alle Erlöse gehen an die Initiative Arthelps. Am 13. Mai 2022 erschien das dritte Featuring in Folge von Juno. Zusammen mit Peter Plate und Ulf Leo Sommer nahm sie eine Neuauflage von Ein besserer Mensch auf, das im Original aus dem Musical zu Ku’damm 56 stammt. Rund einen Monat später, am 17. Juni 2022, erschien ein weiterer Gastbeitrag von Juno als Single. Diesmal unterstützte sie den deutschen Popsänger Mike Singer, mit dem sie die Single Mehr von dir veröffentlichte. Am 16. September 2022 erschien Alles schon okay, bei dem Juno den deutschen Musiker Blinker als Gastsängerin unterstützte. Blinker, der mit bürgerlichen Namen Wieland Stahnecker heißt, war zuvor als Autor bei Junos Album Besser kann ich es nicht erklären tätig.
Im März 2024 arbeitete Juno mit dem deutschen Indiepop-Duo Klan zusammen, woraus das Lied 21 Gramm hervorging. Dieses erschien am 1. März 2024 als Single sowie Teil von Klans viertem Studioalbum Das Ende der Welt und greift inhaltlich die 21-Gramm-Theorie auf, die besagt, dass die Gewichtsdifferenz zwischen lebendigen und toten Patienten 21 Gramm betragen soll. Ein Jahr später veröffentlichte Juno mit Berre die Single What You Meant to Me, in der es um eine zerbrochene Liebesbeziehung geht. Im April 2025 veröffentlichte Juno mit Mieze Katz die gemeinsame Single LiLiLiebe. Ab der Folgewoche waren beide zusammen in der Musiksendung Sing meinen Song – Das Tauschkonzert zu sehen.

### Autorenbeteiligungen
2016 zeichnete Juno für zwei Autorenbeteiligungen verantwortlich – Lieder, die von ihr geschrieben und durch andere Interpreten eingesungen wurden. Zunächst erschien am 29. April 2016 die Autorenbeteiligung Remember the Rain. Das Stück wurde von der deutschen Popsängerin Jamie-Lee Kriewitz interpretiert und erschien auf ihrem Debütalbum Berlin. Juno schrieb das Lied gemeinsam mit der norwegischen Singer-Songwriterin Laila Samuelsen sowie dem deutschen Sänger und Schauspieler Tim Morten Uhlenbrock.
Am 4. November 2016 erschien mit Kaleidoskop die zweite Autorenbeteiligung Junos. Das Stück wurde durch das deutsche Musikprojekt Avvah interpretiert und stellte die Debüt-Single des Projektes dar. Am 2. Dezember 2016 erschien eine Remix-Single zu Kaleidoskop mit vier Remixen und einem Instrumental. Mit der Erstveröffentlichung erschien ein Lyrikvideo hierzu. Ein halbes Jahr später erschien ein offizielles Musikvideo zu Kaleidoskop am 22. Juni 2017. Juno schrieb das Lied gemeinsam mit den deutschen Liedtextern beziehungsweise Komponisten David Jürgens und Alexander Zuckowski.
2019 erschienen ebenfalls zwei Autorenbeteiligungen Junos. Am 22. Februar 2019 erschien mit Right Here with You die Debütsingle von Max Bering zum Download und Streaming. Für den Liedtext und die Komposition des Future-House-Titels zeichnete Juno zusammen mit Bering, Rudi Dittmann und Philipp Mohrs verantwortlich. Am 12. Juli 2019 veröffentlichte Sebastian Rätzel, Gründungsmitglied der deutschen Rockabillyband The Baseballs, mit Derselbe Himmel sein Debütalbum. Auf dem Album befindet sich mit Sei wie du bist ein Titel, der gemeinsam von Juno, Rätzel und Thomas Porzig geschrieben beziehungsweise komponiert wurde.
Im September 2022 startete Juno eine Zusammenarbeit mit der deutschen Musikerin Becks. Dabei entstanden die Singles Medizin (September 2022), Fluch (März 2023), June (Juni 2023), und Wolke 8 (September 2023). Die Singleauskopplung June avancierte dabei zum Charthit und platzierte sich fünf Wochen in den deutschen Singlecharts, wo es mit Rang 68 seine beste Platzierung erreichte. Während es zu Becks erstem Charthit wurde, erreichte Juno als Autorin nach Error, Like Lovers Do und Jalousien zum vierten Mal die deutschen Charts.

## Weitere künstlerische Aktivitäten
Seit dem 21. September 2018 verfügt Juno über ihren eigenen Podcast mit dem Titel Behind Closed Doors (englisch „Hinter geschlossenen Türen“). Inhaltlich befasst sich dieser mit Geschichten aus dem Genre des „Paranormal- & True-Crime“ in dem es unter anderem um Serienmörder, Poltergeister oder auch Hexenzirkel geht. Juno veröffentlicht hierbei im Ein-/Zwei-Wochen-Takt neue Folgen. Die Folgen erscheinen immer an einem Sonntag. Bisher erschienen 16 Ausgaben des Podcasts, die auch über Online-Anbieter wie Spotify und iTunes aufrufbar sind.
Im August 2019 hatte Juno, neben weiteren Musikern wie Alina, Marie Bothmer, Lea oder auch Antje Schomaker einen Gastauftritt im Musikvideo zu In This Together von Emily Roberts, Pyke & Muñoz & STENGAARD.
Juno betätigt sich auch als Malerin und vertrieb ihre Bilder zunächst seit 2018 über myshopify. In den Jahren 2020 und 2021 vertrieb sie ihre Bilder über ihren eigenen Webshop M | J Artworks. Ihre Philosophie hierbei lautete „Handmade art crafted with ♡“.

## Diskografie
Studioalben

| Jahr | Titel Musiklabel                                             | Höchstplatzierung, Gesamtwochen, AuszeichnungChartplatzierungen (Jahr, Titel, Musiklabel, Platzierungen, Wochen, Auszeichnungen, Anmerkungen, Frontcover) | Höchstplatzierung, Gesamtwochen, AuszeichnungChartplatzierungen (Jahr, Titel, Musiklabel, Platzierungen, Wochen, Auszeichnungen, Anmerkungen, Frontcover) | Höchstplatzierung, Gesamtwochen, AuszeichnungChartplatzierungen (Jahr, Titel, Musiklabel, Platzierungen, Wochen, Auszeichnungen, Anmerkungen, Frontcover) | Anmerkungen                             | Frontcover |
| Jahr | Titel Musiklabel                                             | DE | AT | CH | Anmerkungen                             | Frontcover |
| ---- | ------------------------------------------------------------ | --- | --- | --- | --------------------------------------- | ---------- |
| 2014 | The Unknown Island Records • Polydor (UMG)                   | DE24 (3 Wo.)DE | — | CH45 (1 Wo.)CH | Erstveröffentlichung: 7. März 2014      |            |
| 2016 | Salvation Embassy of Music (Tonpool)                         | DE35 (1 Wo.)DE | AT70 (1 Wo.)AT | CH70 (1 Wo.)CH | Erstveröffentlichung: 26. Februar 2016  |            |
| 2017 | DNA Embassy of Music (Tonpool)                               | DE58 (1 Wo.)DE | — | — | Erstveröffentlichung: 8. September 2017 |            |
| 2019 | Was bleibt Embassy of Music (WMG)                            | DE25 (1 Wo.)DE | — | — | Erstveröffentlichung: 6. September 2019 |            |
| 2022 | Besser kann ich es nicht erklären Embassy of Music (Tonpool) | DE6 (2 Wo.)DE | — | — | Erstveröffentlichung: 14. Januar 2022   |            |
| 2024 | Nur zu Besuch Embassy of Music (Tonpool)                     | DE6 (1 Wo.)DE | — | — | Erstveröffentlichung: 26. Januar 2024   |            |
| 2025 | Anomalie, Pt. 1 Embassy of Music (Tonpool)                   | DE8 (1 Wo.)DE | — | — | Erstveröffentlichung: 13. Juni 2025     |            |

## Tourneen
Hauptact
- 09/2014–09/2014: The Unknown Tour
- 10/2016–11/2016: Salvation Tour
- 10/2017–06/2018: DNA Tour

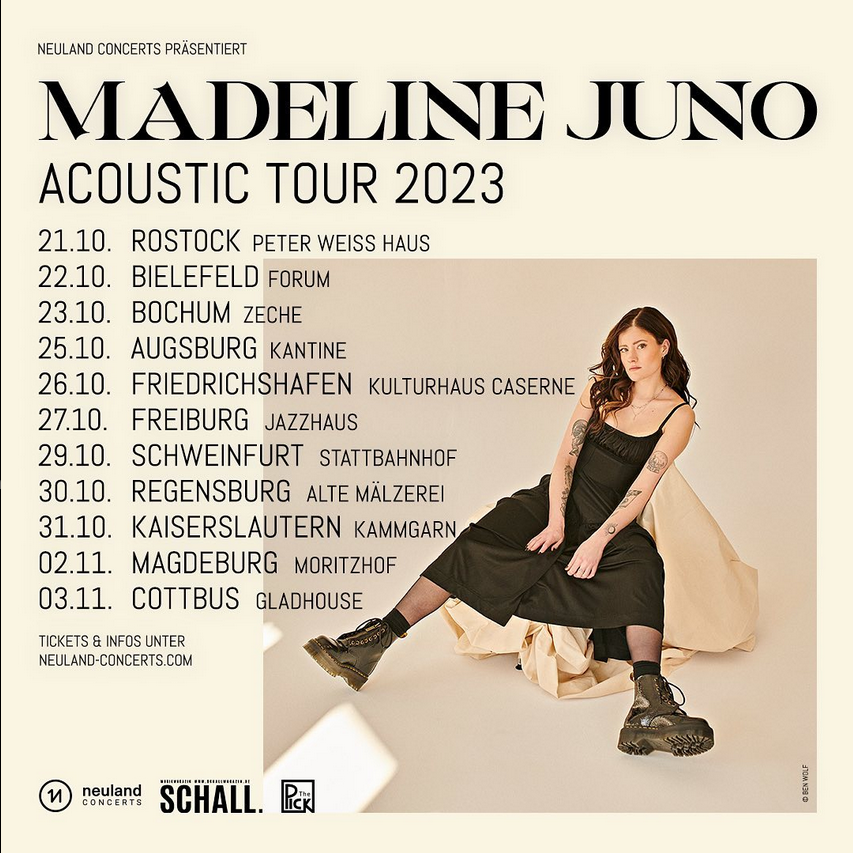
Tourplakat zu Acoustic Tour 2023

- 02/2019–02/2019: Acoustic Tour 2019
- 10/2019–11/2019: Was bleibt Tour
- 06/2022–07/2022: Besser kann ich es nicht erklären Tour
- 06/2023–08/2023: Sommer, Sonne, Festivals 2023
- 10/2023–11/2023: Acoustic Tour 2023
- 04/2024–04/2024: Tour zu Besuch

Konzertreihen oder Vorprogramm
- 03/2014–04/2014: Lieder Tour
- 11/2014–12/2014: Night of the Proms Tour 2014

## Filmografie
Dokumentationen
- 2014: Wählen ab 16! Kommunalwahl 2014 (LBP/YouTube)[234]
- 2021: Stay Live (ZDF, 40 Minuten)[135]

Wettbewerbe
- 2014: Unser Song für Dänemark (Das Erste)[235][236]

Gastauftritte
- 2013: NDR Talk Show (1 Folge, NDR)[235]
- 2013: ARD-Morgenmagazin (1 Folge, Das Erste)[235]
- 2013: SWR3 latenight (1 Folge, SWR)[235]
- 2013: Verstehen Sie Spaß? (1 Folge, Das Erste)[235]
- 2013: LateLine (1 Folge, EinsPlus)[237]
- 2014: Menschen der Woche (1 Folge, SWR)[235]
- 2014: DAS! (1 Folge, NDR)[235]
- 2016: Boomarama 3000 (1 Folge, Tele 5)[236]
- 2016: ZDF-Fernsehgarten (1 Folge, ZDF)[235][236]
- 2016: The Big Music Quiz (1 Folge, RTL)[236]
- 2017: MDR um 4 (1 Folge, MDR)[235][236]
- 2018: Guten Morgen Internet (2 Folgen, funk)[238]
- 2019: Zibb (1 Folge, rbb)[235]
- 2019: Privatkonzert (1 Folge, DW-TV)[236]
- 2019: Neue Deutsche Abendunterhaltung (1 Folge, RBTV)[236]
- 2020: On Mai Way (1 Folge, SWR)[239]
- 2024: Wer weiß denn sowas? (1 Folge, Das Erste)